# Polychalca punctatissima
Polychalca punctatissima is een keversoort uit de familie bladkevers (Chrysomelidae). De wetenschappelijke naam van de soort werd in 1818 gepubliceerd door Wolf.